# Bossendorf
Bossendorf ist eine französische Gemeinde mit 383 Einwohnern (Stand 1. Januar 2021) im Département Bas-Rhin in der Region Grand Est (bis 2015 Elsass). Sie gehört zum Kanton Bouxwiller und zum Kommunalverband Pays de la Zorn. Am 1. Januar 2015 wechselte Bossendorf vom Arrondissement Strasbourg-Campagne zum Arrondissement Saverne.
Die Siedlung Guntershusen gehört teils zu Bossendorf und teils zu Schwindratzheim.

## Geschichte
1074 wurde Bossendorf erstmals urkundlich erwähnt. Das Bestimmungswort des Namens leitet sich von einem germanischen Personennamen Boso ab. Bossendorf war ein Reichsdorf. Das Dorf ist in einem Rapport des Militäringenieurs Guillin von Neuf-Brisach aus dem Jahr 1702 erwähnt.
Während der Französischen Revolution war Bossendorf ein Dorf der Bailliage de Haguenau, der Ballei um Haguenau.
Wappenbeschreibung: In Blau eine am Pfahl gespitzte goldene Krücke.

## Bevölkerungsentwicklung
| Jahr      | 1962 | 1968 | 1975 | 1982 | 1990 | 1999 | 2007 | 2012 | 2019 |
| Einwohner | 210  | 213  | 234  | 258  | 258  | 279  | 389  | 367  | 391  |

### Persönlichkeiten
- Anton Grasser (* 1891 in Bossendorf; † 1976 in Stuttgart), deutscher General der Infanterie und Inspekteur des Bundesgrenzschutzes

## Sehenswürdigkeiten
- Kirche Saint-Laurent aus dem Jahr 1833

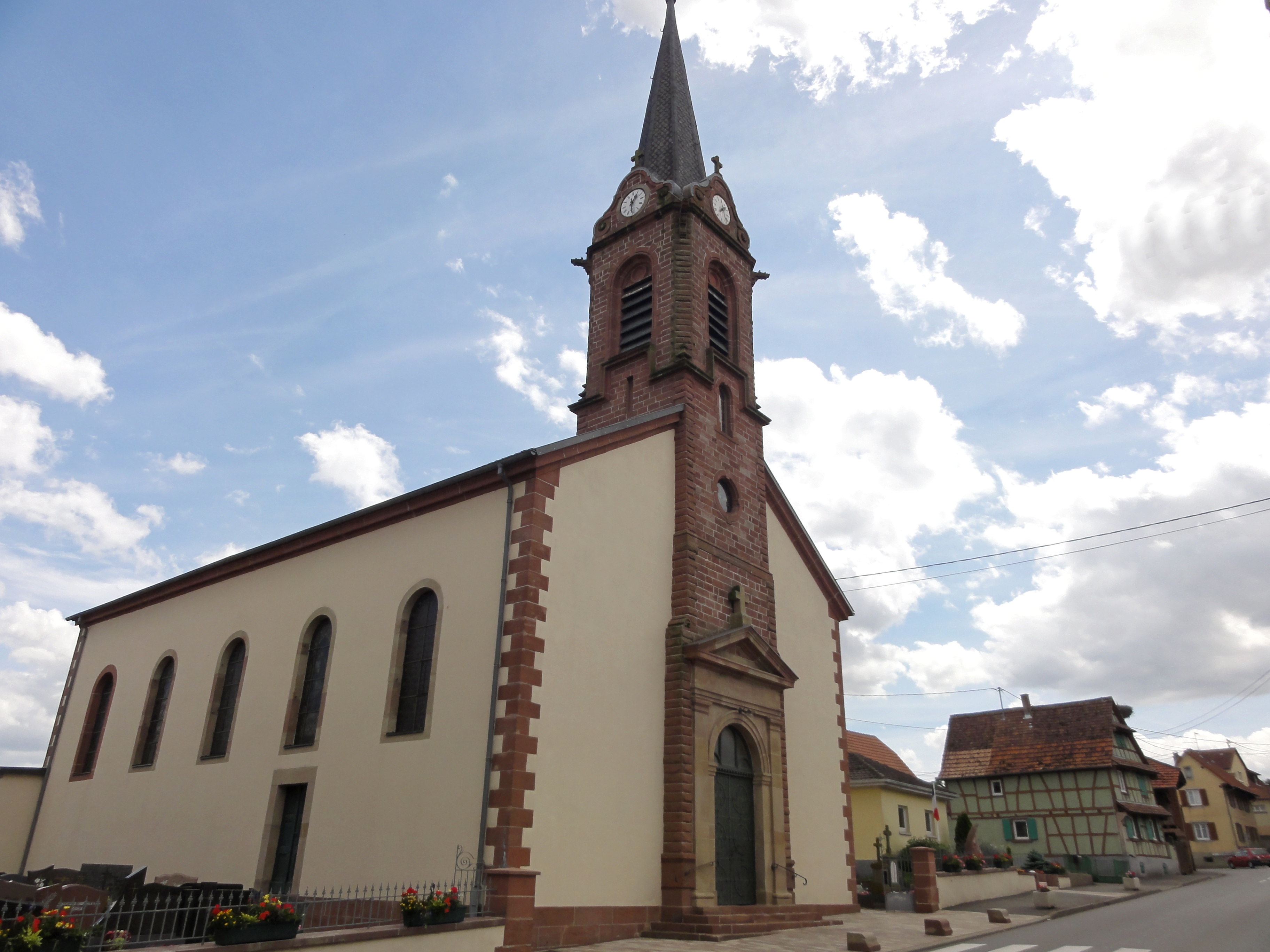
Kirche Saint-Laurent

- Kapelle aus dem Jahr 1782